# Osificación de huesos planos

## Osificación en huesos planos
La Osificación comienza por la formación de capas de tejido conectivo indiferenciado que sostiene el área en la que el hueso plano está por venir. En un bebé, esas áreas son llamadas fontanelas. Las fontanelas contiene células madre de tejido conjuntivo, que se convierten en osteoblastos, que secretan fosfato de calcio en una matriz de canales. Estos forman un anillo entre las membranas, y comienzan a expandirse hacia afuera. A medida que se expanden forman matriz ósea.
Esta matriz endurecida forma el cuerpo del hueso. Desde que los huesos planos son más delgados que los huesos largos, sólo tienen médula ósea roja, en lugar de médula ósea roja y amarilla (la médula ósea amarilla está compuesta principalmente de grasa). La médula ósea llena el espacio en el anillo de osteoblastos y eventualmente llena la matriz ósea.
Después de que el hueso esta completamente osificado, los osteoblastos retiran el fosfato de calcio y forman pequeños canales llamados canaliculos, estos canales proveen de nutrientes a los nuevos osteoblastos, que ahora se denominan osteocitos. Estas células son las responsables del mantenimiento general del hueso.
Un tercer tipo de célula ósea se encuentra en los huesos planos, los osteoclastos, cuya función es destruir el hueso usando enzimas. Existen tres razones por las cuales es necesario que se lleve a cabo esto: la primera es por la reparación que estas células realizan cuando un hueso se ha roto, destruyen los fragmentos que quedan de la fractura para facilitar su nueva formación. La segunda función y quizá la más importante, es la capacidad que tienen para obtener calcio de los huesos y pasarlo a la sangre. Esto se lleva a cabo cuando una persona tiene un nivel bajo de calcio en sangre Hipocalcemia  para que sea usado en otras funciones que el cuerpo lo requiera como en el músculo o en las células nerviosas. La tercera función es el crecimiento. A medida que el hueso crece va cambiando su forma. Los osteoclastos disuelven la parte del hueso que está cambiando y moldea la forma del hueso final.

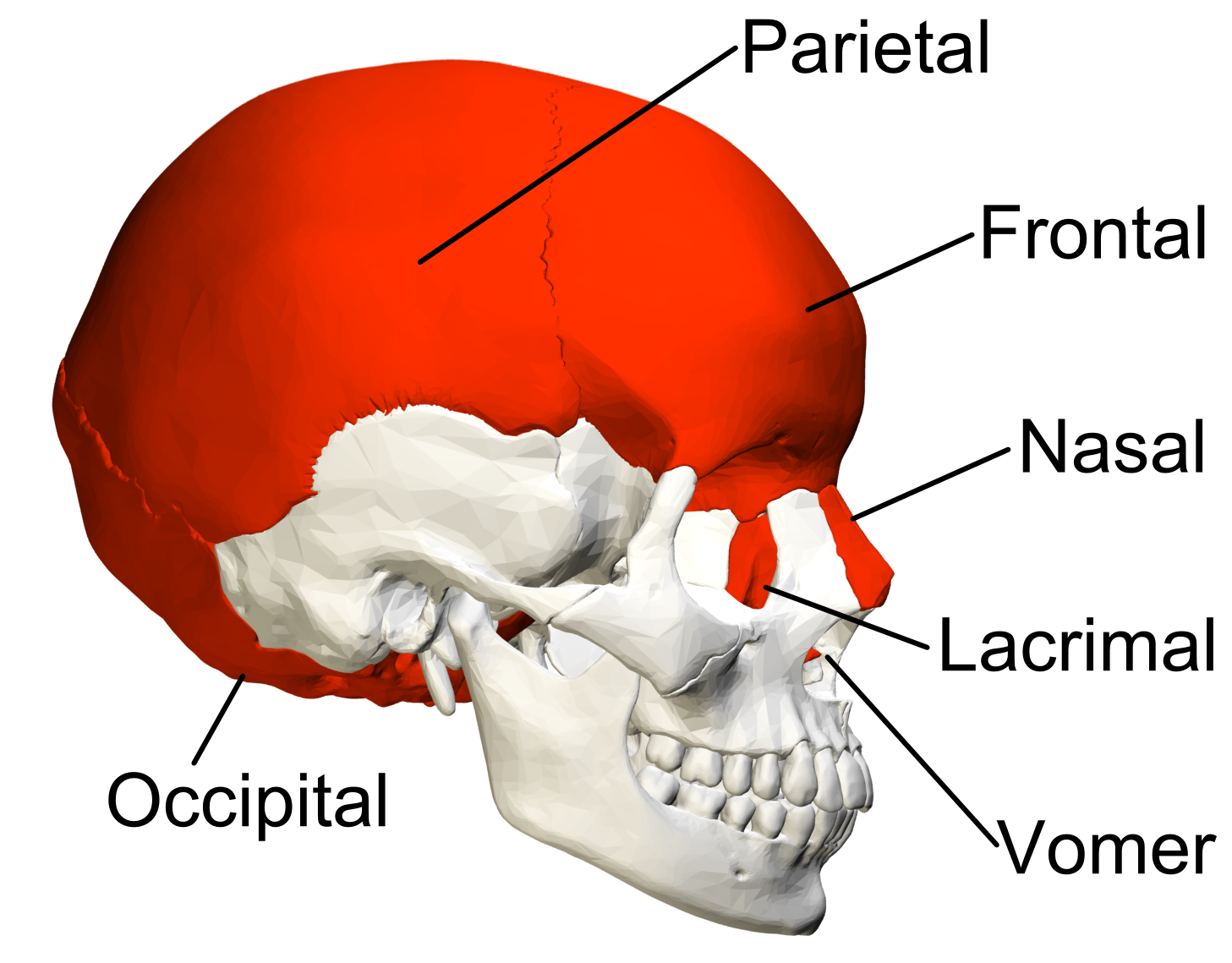
Flat bones in human skull. (shown in red)
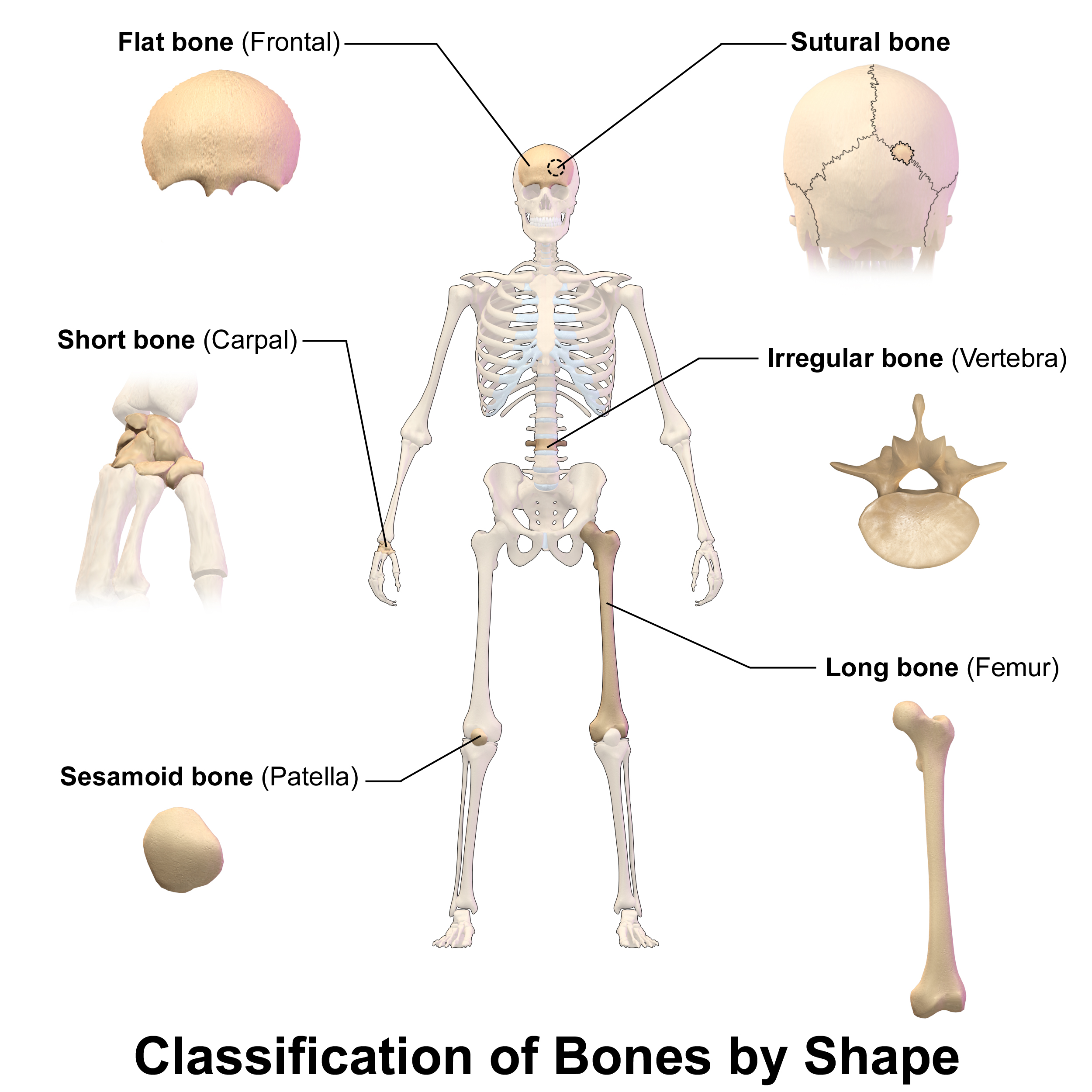
Classification of bones by shape.